# Kuntsu Blankson
Kuntsu Blankson – ghański piłkarz grający na pozycji pomocnika. W swojej karierze grał w reprezentacji Ghany.

## Kariera klubowa
W swojej karierze piłkarskiej Blankson grał w klubie Supreme Stars FC.

## Kariera reprezentacyjna
W 1978 roku Blankson został powołany do reprezentacji Ghany na Puchar Narodów Afryki 1978. Wystąpił w nim w dwóch meczach grupowych, z Zambią (2:1) i z Górną Woltą (3:0). Z Ghaną wywalczył mistrzostwo Afryki.
W 1980 roku Blanksona powołano do kadry na Puchar Narodów Afryki 1980. Był w nim rezerwowym i nie rozegrał żadnego meczu.